# Talmine
Talmine (arabisch ﻃﺎﻟﻤﻴﻦ) ist eine algerische Gemeinde in der Provinz Timimoun mit 12.768 Einwohnern (Stand: 2008).